# Idaea
Idaea, a veces llamada Hyriogona (entre otros sinónimos), es un género numeroso de lepidópteros geométridos. Fue creado por Georg Friedrich Treitschke en 1825. Son de distribución mundial, nativos de la región mediterránea, las sabanas de África y los desiertos del oeste de Asia.
En 2013, se reconocían alrededor de 680 especies.

## Especies
- Idaea actiosaria Walker, 1861
- Idaea albitorquata (Püngeler, 1909)
- Idaea alicantaria (Reisser, 1963)
- Idaea alopecodes (Meyrick, 1888)
- Idaea alyssumata (Himminghoffen & Milliere, 1871)
- Idaea amnesta (Prout, 1922)
- Idaea antiquaria (Herrich-Schäffer, 1847)
- Idaea argophylla (Turner, 1922)
- Idaea ascepta (Prout, 1915)
- Idaea attenuaria (Rambur, 1833)
- Idaea aureolaria (Denis & Schiffermüller, 1775)
- Idaea auricruda (Butler, 1879)
- Idaea aversata (Linnaeus, 1758)
- Idaea basinta (Schaus, 1901)
- Idaea belemiata (Millière, 1868)
- Idaea bigladiata Herbulot, 1975
- Idaea biselata (Hufnagel, 1767)
- Idaea blaesii Lenz & Hausmann, 1992
- Idaea bonifata (Hulst, 1887)
- Idaea bundeli Viidalepp, 1988
- Idaea bustilloi (Agenjo, 1967)
- Idaea calunetaria (Staudinger, 1859)
- Idaea camparia (Herrich-Schäffer, 1852)
- Idaea carvalhoi Herbulot, 1979
- Idaea celtima (Schaus, 1901)
- Idaea cervantaria (Millière, 1869)
- Idaea chloristis (Meyrick, 1888)
- Idaea circuitaria (Hübner, 1819)
- Idaea coercita (Lucas, 1900)
- Idaea consanguiberica Rezbanyai-Reser & Exposito, 1992
- Idaea consanguinaria (Lederer, 1853)
- Idaea consolidata (Lederer, 1853)
- Idaea contiguaria (Hübner, [1799])
- Idaea costaria (Walker, 1863)
- Idaea costiguttata Warren, 1896
- Idaea couloniata (Balestre, 1907)
- Idaea crinipes (Warren, 1897)
- Idaea curtopedata Ebert, 1965
- Idaea darvasica Viidalepp, 1988
- Idaea dasypus (Turner, 1908)
- Idaea degeneraria (Hübner, [1799])
- Idaea deitanaria Reisser & Weisert, 1977
- Idaea deleta (Wileman & South, 1917)
- Idaea delosticta (Turner, 1922)
- Idaea demissaria (Hübner, 1831)
- Idaea denudaria (Prout, 1913)
- Idaea descitaria (Christoph, 1893)
- Idaea determinata (Staudinger, 1876)
- Idaea deversaria (Herrich-Schäffer, 1847)
- Idaea dilutaria (Hübner, [1799])
- Idaea dimidiata (Hufnagel, 1767)
- Idaea distinctaria (Boisduval, 1840)
- Idaea dohlmanni (Hedemann, 1881)
- Idaea dolichopis (Turner, 1908)
- Idaea effeminata (Staudinger, 1892)
- Idaea efflorata (Zeller, 1849)
- Idaea effusaria (Christoph, 1881)
- Idaea egenaria (Walker, 1861)
- Idaea elachista (Turner, 1922)
- Idaea elaphrodes (Turner, 1908)
- Idaea elongaria (Rambur, 1833)
- Idaea emarginata (Linnaeus, 1758)
- Idaea epicyrta (Turner, 1917)
- Idaea eremiata (Hulst, 1887)
- Idaea eretmopus (Turner, 1908)
- Idaea euclasta (Turner, 1922)
- Idaea eucrossa (Turner, 1932)
- Idaea eugeniata (Millière, 1870)
- Idaea euphorbiata (Balestre, 1906)
- Idaea eupitheciata (Guenée, [1858])
- Idaea exilaria (Guenée, 1858)
- Idaea falckii (Hedemann, 1879)
- Idaea fatimata (Staudinger, 1895)
- Idaea fernaria (Schaus, 1940)
- Idaea ferrilinea (Warren, 1900)
- Idaea figuraria (A. Bang-Haas, 1907)
- Idaea filicata (Hübner, [1799])
- Idaea flaveolaria (Hübner, [1809])
- Idaea forsteri (Wiltshire, 1967)
- Idaea franconiaria (Swinhoe, 1902)
- Idaea fucosa (Warren, 1900)
- Idaea furciferata (Packard, 1873)
- Idaea fuscovenosa (Goeze, 1781)
- Idaea geminata (Warren, 1895)
- Idaea gemmaria Hampson, 1896
- Idaea gemmata (Packard, 1876)
- Idaea halmaea (Meyrick, 1888)
- Idaea hilliata (Hulst, 1887)
- Idaea hispanaria (Püngeler, 1913)
- Idaea humiliata (Hufnagel, 1767)
- Idaea ibericata (Wehrli, 1927)
- Idaea ibizaria Mentzer, 1980
- Idaea imebcilla (Inoue, 1955)
- Idaea incalcarata (Chrétien, 1919)
- Idaea incisaria (Staudinger, 1892)
- Idaea indigata (Wileman, 1915)
- Idaea infirmaria (Rambur, 1833)
- Idaea inquinata (Scopoli, 1763)
- Idaea insulensis (Rindge, 1958)
- Idaea intermedia (Staudinger, 1879)
- Idaea invalida (Butler, 1879)
- Idaea inversata (Guenée, 1857)
- Idaea iodesma (Meyrick, 1897)
- Idaea jakima (Butler, 1878)
- Idaea joannisiata (Homberg, 1911)
- Idaea korbi (Püngeler, 1917)
- Idaea krasilnikovae Viidalepp, 1992
- Idaea laevigata (Scopoli, 1763)
- Idaea leptochyta (Turner, 1942)
- Idaea libycata (Bartel, 1906)
- Idaea lilliputaria (Warren, 1902)
- Idaea lineata Hampson, 1893
- Idaea litigiosaria (Boisduval, 1840)
- Idaea longaria (Herrich-Schäffer, 1852)
- Idaea lucellata (Püngeler, 1892)
- Idaea lucida (Turner, [1942])
- Idaea lusohispanica Herbulot, 1991
- Idaea luteolaria (Constant, 1863)
- Idaea lutulentaria (Staudinger, 1892)
- Idaea lycaugidia (Prout, 1932)
- Idaea macilentaria (Herrich-Schäffer, 1848)
- Idaea mancipiata (Staudinger, 1871)
- Idaea manicaria (Herrich-Schäffer, 1851)
- Idaea marcidaria (Walker, 1861)
- Idaea mediaria (Hübner, 1819)
- Idaea methaemaria (Hampson, 1903)
- Idaea metohiensis (Rebel, 1900)
- Idaea micra Hampson, 1893
- Idaea microphysa (Hulst, 1896)
- Idaea micropterata (Hulst, 1900)
- Idaea miltophrica (Turner, 1922)
- Idaea minuscula (Ribbe, 1912)
- Idaea minuscularia (Ribbe, 1912)
- Idaea minuta (Schaus, 1901)
- Idaea miranda (Hulst, 1896)
- Idaea monata (Forbes, [1947])
- Idaea moniliata (Denis & Schiffermüller, 1775)
- Idaea muricata (Hufnagel, 1767)
- Idaea muricolor (Warren, 1904)
- Idaea mustelata Gumppenberg, 1892
- Idaea mutanda Warren, 1888
- Idaea nanata (Warren, 1897)
- Idaea nephelota (Turner, 1908)
- Idaea nexata (Hübner, [1813])
- Idaea nibseata (Cassino, 1931)
- Idaea nielseni (Hedemann, 1879)
- Idaea nigrolineata (Chrétien, 1911)
- Idaea nitidata (Herrich-Schäffer, 1861)
- Idaea nocturna (Staudinger, 1892)
- Idaea nudaria (Christoph, 1881)
- Idaea obfusaria (Walker, 1861)
- Idaea obliquaria (Turati, 1913)
- Idaea obsoletaria (Rambur, 1833)
- Idaea occidentaria (Packard, 1874)
- Idaea ochrata (Scopoli, 1763)
- Idaea ossiculata (Lederer, 1871)
- Idaea ostentaria (Walker, 1861)
- Idaea osthelderi (Wehrli, 1932)
- Idaea ostrinaria (Hübner, [1813])
- Idaea pachydetis (Meyrick, 1888)
- Idaea palaestinensis (Sterneck, 1933)
- Idaea pallidata (Denis & Schiffermüller, 1775)
- Idaea paraula (Prout, 1914)
- Idaea partita (Lucas, 1900)
- Idaea pecharia Staudinger, 1863
- Idaea pervertipennis (Hulst, 1900)
- Idaea philocosma (Meyrick, 1888)
- Idaea phoenicoglauca Hampson, 1907
- Idaea phoenicoptera (Hampson, 1896)
- Idaea pilosata (Warren, 1898)
- Idaea poecilocrossa (Prout, 1932)
- Idaea politaria (Hübner, [1799])
- Idaea politata (Hübner, 1793)
- Idaea predotaria (Hartig, 1951)
- Idaea probleta (Turner, 1908)
- Idaea productata (Packard, 1876)
- Idaea promiscuaria (Leech, 1897)
- Idaea pseliota (Meyrick, 1888)
- Idaea pulveraria (Snellen, 1872)
- Idaea punctatissima (Warren, 1901)
- Idaea purpurea Hampson, 1891
- Idaea rainerii Hausmann, 1994
- Idaea remissa (Wileman, 1911)
- Idaea retractaria (Walker, 1861)
- Idaea rhodogrammaria (Püngeler, 1913)
- Idaea rhopalopus (Turner, 1908)
- Idaea robiginata (Staudinger, 1863)
- Idaea roseofasciata (Christoph, 1882)
- Idaea rotundopennata (Packard, 1876)
- Idaea rubraria (Staudinger, 1901)
- Idaea rufaria (Hübner, [1799])
- Idaea rupicolaria (Reisser, 1927)
- Idaea rusticata (Denis & Schiffermüller, 1775)
- Idaea sakuraii (Inoue, 1963)
- Idaea saleri Domínguez & Baixeras, 1992
- Idaea salutaria (Christoph, 1881)
- Idaea sardoniata (Homberg, 1912)
- Idaea scaura (Turner, 1922)
- Idaea scintillans (Warren, 1898)
- Idaea scintillularia (Hulst, 1888)
- Idaea semisericea (Warren, 1897)
- Idaea seriata (Schrank, 1802)
- Idaea sericeata (Hübner, [1813])
- Idaea serpentata (Hufnagel, 1767)
- Idaea simplex (Warren, 1899)
- Idaea sinicata (Walker, 1861)
- Idaea skinnerata (Grossbeck, 1907)
- Idaea spissilimbaria (Mabille, 1888)
- Idaea squalidaria (Staudinger, 1882)
- Idaea stenozona (Lower, 1902)
- Idaea straminata (Borkhausen, 1794)
- Idaea subochraria (Staudinger, 1892)
- Idaea subpolitana Mironov, 1986
- Idaea subrufaria (Staudinger, 1900)
- Idaea subsaturata (Guenée, 1858)
- Idaea subsericeata (Haworth, 1809)
- Idaea sugillata (Bastelberger, 1911)
- Idaea sylvestraria (Hübner, [1799])
- Idaea sympractor (Prout, 1932)
- Idaea tacturata (Walker, 1861)
- Idaea taiwana (Wileman & South, 1917)
- Idaea talvei Viidalepp, 1988
- Idaea terpnaria (Prout, 1913)
- Idaea textaria (Lederer, 1861)
- Idaea tineata (Thierry-Mieg, 1910)
- Idaea trigeminata (Haworth, 1809)
- Idaea trisetata (Prout, 1922)
- Idaea trissomita (Turner, 1941)
- Idaea trissorma (Turner, 1926)
- Idaea tristega (Prout, 1932)
- Idaea tristriata (Staudinger, 1892)
- Idaea trypheropa (Meyrick, 1889)
- Idaea typicata (Guenée, 1858)
- Idaea uniformis (Warren, 1896)
- Idaea urcitana (Agenjo, 1952)
- Idaea vesubiata (Millière, 1873)
- Idaea violacearia (Walker, 1861)
- Idaea wiltshirei (Brandt, 1938)
- Idaea zoferata Kaila & Viidalepp, 1996
- Idaea zonata (Prout, 1932)